# Rågelunde
Rågelunde er en landsby på det sydøstlige Lolland nord for Nysted, sammenbygget med nabobyen Kettinge. Byens navn betyder ”den lille skov med råger”. Området omkring de 2 byer er i dag karakteriseret af en masse tømte grusgrave. 
Der omtales en skole i Rågelunde allerede i 1676. Midtvejs mellem Kettinge og Rågelunde lå den tidligere rytterskole, bygget ca. 1722, den var i brug frem til 1914 da den blev afløst af en ny skole i Kettinge stationsby. Der blev bygget et nyt hus på fundamentet, men det er nu igen erstattet af en privat bolig. 
Ca. 1971 blev der anlagt en ny landevej på det sidste åbne stykke mellem byerne. 

## Administrativt/kirkeligt tilhørsforhold

### Tidligere
- Musse Herred, Ålholm Len, Ålholm Amt, Maribo Amt, Storstrøms Amt, Kettinge-Bregninge sognekommune, Nysted Kommune
- Fyens Stift

### Nuværende
- Region Sjælland, Guldborgsund Kommune
- Lolland-Falsters Stift, Lolland Østre Provsti, Kettinge-Bregninge pastorat, Kettinge Sogn

## Galleri
- Et gammelt hus i Rågelunde
- Et andet gammelt hus